# Любиковицька волость
Любиковицька волость — адміністративно-територіальна одиниця Рівненського повіту Волинської губернії Російської імперії. Волосний центр — село Любиковичі.
Станом на 1885 рік складалася з 10 поселень, 9 сільських громад. Населення — 6637 осіб (3376 чоловічої статі та 3261 — жіночої), 846 дворових господарства.
Основні поселення волості:
- Любиковичі — колишнє власницьке село при річці Случ за 150 верст від повітового міста, 900 осіб, 128 дворів; волосне правління; 2 православних церкви, постоялий будинок, винокурний завод. За 7 верст - винокурний завод. За 29 верст - смолоскипідарний завод.
- Бережки — колишнє власницьке село при річці Случ, 890 осіб, 91 двір, православна церква, постоялий будинок, водяний млин.
- Білятичі — колишнє власницьке село при річці Горинь, 575 осіб, 84 двори, 2 постоялих будинки, водяний млин.
- Карасин — колишнє власницьке село, 370 осіб, 42 двори, православна церква.
- Колки — колишнє власницьке село при річці Случ, 922 особи, 101 двір, постоялий будинок, вітряк.
- Кураш — колишнє власницьке село при річці Горинь, 341 особа, 49 дворів, православна церква, католицька каплиця, водяний млин.
- Стрільськ — колишнє власницьке село при річці Случ, 1660 осіб, 247 дворів, православна церква, поштова станція, 2 постоялих будинки.

## Під владою Польщі
Після окупації Волині поляками волость називалася ґміна Любіковіче і входила до Сарненського повіту Поліського воєводства.
16 грудня 1930 ґміна у складі повіту була передана до Волинського воєводства.
Польською окупаційною владою на території ґміни велася державна програма будівництва польських колоній і заселення поляками. На 1936 рік ґміна складалася з 10 громад:
1. Бережки — село: Бережки, фільварок: Бережки та хутори: Любня, Росош і Узлісся;
2. Білятичі — село: Білятичі та хутори: Ямне і Угол-Білятицький;
3. Глушиця — село: Глушиця та хутори: Глушицькі і Євтухівські;
4. Карасин — село: Карасин, хутори: Брідці, Хлівиська, Хлопчин, Хороше, Хошкль, Темний-Кущ, Чепелька, Доротині, Грярка, Яблунева-Грядка, Карасин, Кленик, Озірці, Піщаниці, Підлісинець, Поледо, Люнитовичі, Смітовище, Спарище та лісничівка: Заліщанська;
5. Карпилівка — село: Карпилівка і Рудня-Карпилівська та залізнична станція: Страшів;
6. Колки — село: Колки, фільварок: Колки та хутори: Хлівці, Іст, Поробка і Прибій;
7. Любиковичі — село: Любиковичі, фільварок: Любиковичі та хутори: Буда, Камінне-Полеі Підуплищі;
8. Мар'янівка — село: Мар'янівка та лісничівка: Орли;
9. Стрільськ — село: Стрільськ, залізнична станція: Стрільськ та хутори: Горщок, Грабник, Косове, Ковалів-Ріг, Круг, Маклакове, Масевичі, Маслопуща, Погоня, Поробка, Сажалка і Замлинець;
10. Залужжя — село: Залужжя та фільварок: Залужжя.

Після радянської анексії західноукраїнських земель ґміна ліквідована у зв'язку з утворенням районів.